# 크라폰

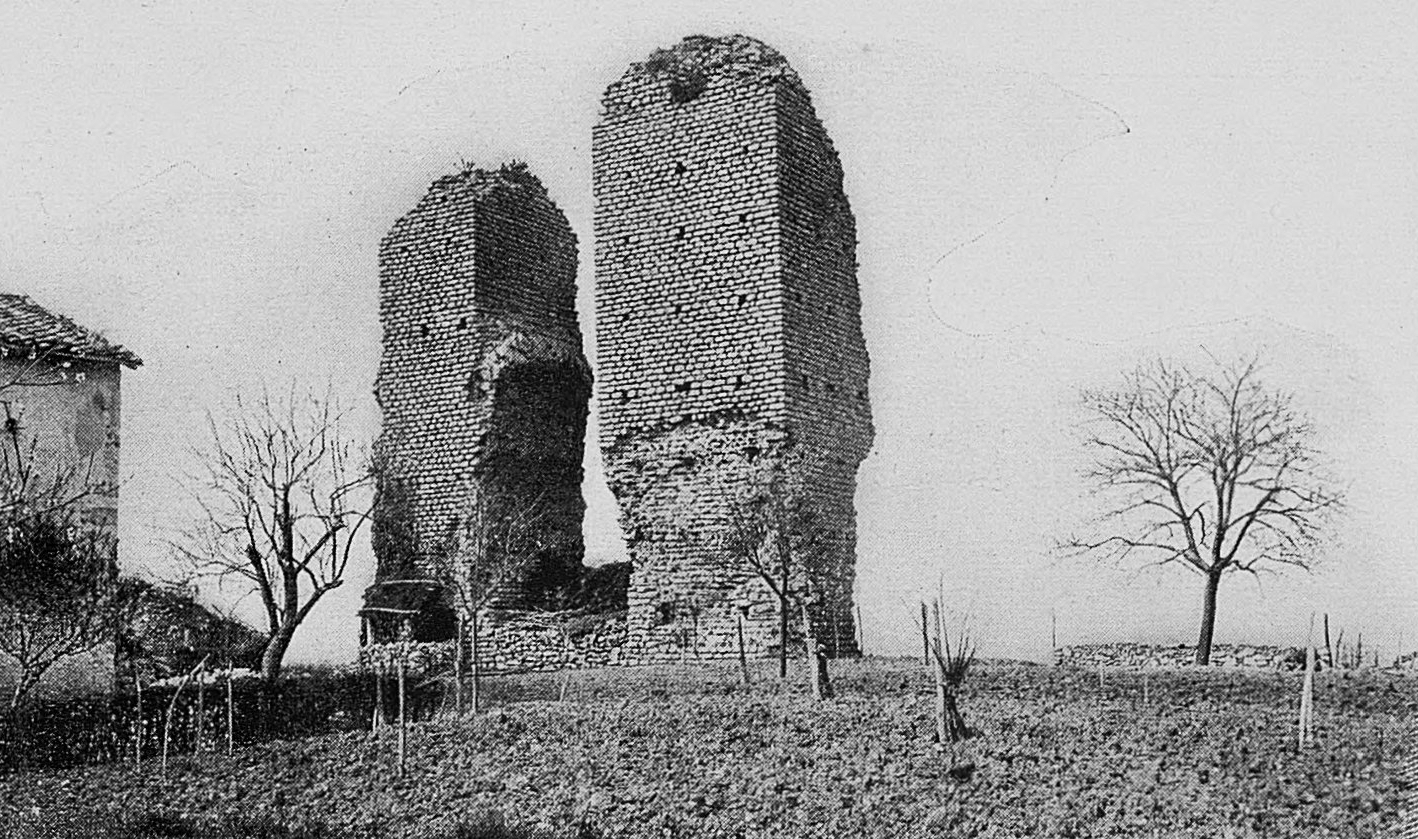

크라폰(Craponne)은 프랑스 론주의 코뮌이다.